# Westing (By Musket & Sextant)
Westing (By Musket & Sextant) é uma coletânea musical da banda Pavement, lançada a 22 de Março de 1993.
É um disco que contém todas as faixas dos três primeiros EP da banda, Slay Tracks (1933-1969), Demolition Plot J-7 e Perfect Sound Forever, e ainda o single mix de "Summer Babe," que é um b-side.

## Faixas
Todas as faixas por Stephen Malkmus.
1. "You're Killing Me" – 3:20
2. "Box Elder" – 2:26
3. "Maybe Maybe" – 2:14
4. "She Believes" – 3:02
5. "Price Yeah!" – 3:00
6. "Forklift" – 3:27
7. "Spizzle Trunk" – 1:23
8. "Recorder Grot" – 2:08
9. "Internal K-Dart" – 1:51
10. "Perfect Depth" – 2:43
11. "Recorder Grot (Rally)" – 0:21
12. "Heckler Spray" – 1:06
13. "From Now On" – 2:03
14. "Angel Carver Blues/Mellow Jazz Docent" – 2:30
15. "Drive-by Fader" – 0:28
16. "Debris Slide" – 1:56
17. "Home" – 2:23
18. "Krell Vid-User" – 1:26
19. "Summer Babe" – 3:13
20. "Mercy: The Laundromat" – 1:39
21. "Baptist Blacktick" – 2:03
22. "My First Mine" – 2:20
23. "My Radio" – 1:21